# Tempête Klaus
Pour les articles homonymes, voir Tempête (homonymie).
La tempête Klaus est une cyclogénèse à caractère exceptionnel qui a principalement touché le Sud-Ouest de la France (les régions Aquitaine, Midi-Pyrénées et en partie le Languedoc-Roussillon et Poitou-Charentes), la principauté d'Andorre, le Nord de l'Espagne et une partie de l'Italie entre le 23 et le 25 janvier 2009. Elle est considérée comme étant la plus destructrice en France depuis les tempêtes de 1999.

## Contexte météorologique
Dès le 22 janvier, des images prises par le satellite Météosat laissent apparaître la formation d'une profonde dépression dans l'Atlantique-nord, laissant présager d'une violente tempête susceptible de s'abattre sur le nord de l'Espagne et le sud de la France. Le creusement rapide du centre dépressionnaire conduit les services météorologiques espagnols puis français à placer en alerte maximale les zones menacées. Au cours des heures suivantes, la dépression devient ce que les météorologistes nomment un cyclone extratropical de type « bombe ». Ce terme ne doit cependant pas prêter à confusion avec les cyclones tropicaux dont la formation suit des règles différentes. Ainsi, les tempêtes de type « bombe » sont de dimension deux fois moins importantes que celle des cyclones tropicaux (500 km contre 1 000 km) et tirent leur énergie de l'atmosphère, alors que les cyclones tropicaux tirent leur énergie de la température de la mer. Enfin, les tempêtes surviennent principalement en hiver, alors que les cyclones tropicaux se produisent à la fin de l'été ou en automne.
Lors de la formation des tempêtes, des tourbillons se forment dans les parties hautes et basses de l'atmosphère. Sous certaines conditions, ils peuvent interagir, créant ainsi une circulation verticale, laquelle entraîne montée et descente d'air et des conflits de masses d'air, formant des perturbations à l'origine de tempêtes.
Le 23 janvier 2009, l'institut de météorologie allemand de l'université libre de Berlin donne à la tempête en cours de formation le nom de « Klaus » acheté ce jour ci par un particulier, nommé Klaus Schümann. A la mi-journée, la tempête Klaus se situe à près de mille kilomètres des côtes françaises, tout en continuant à se creuser. La pression en son centre est alors de 988 hectopascals, tombant à 977 hectopascals aux alentours de 16 heures.
Dans la soirée du 23 janvier, un front pluvieux associé à la tempête provoque des pluies modérées à forte en divers points du littoral aquitain. Le cœur de la tempête, que les modèles initiaux faisaient passer dans le sud de la Saintonge, passe finalement plus au nord, au niveau de la ville de La Rochelle. De ce fait, les vents violents touchent une zone plus étendue que prévu, incluant également le département de la Gironde, passé en alerte rouge durant la nuit.
À l'intérieur des terres, la pression très basse (972 hectopascals) associée à un courant-jet soufflant à près de 300 km/h en altitude ont conduit à des rafales de vent très violentes au sol, canalisées par le relief pyrénéen.
Les scientifiques n'ont pas établi à ce jour de corrélation entre le réchauffement climatique et des changements dans la formation des tempêtes. Ils n'ont pas constaté d'augmentation de leur fréquence, et étudient de possibles conséquences sur l'augmentation de leur force.

## Déroulement des intempéries

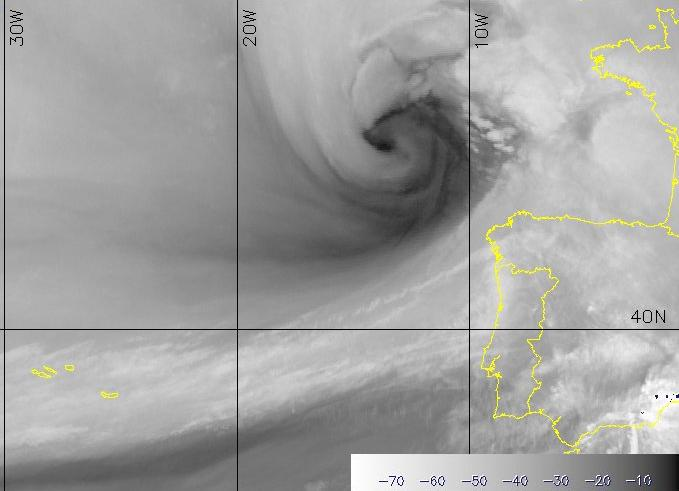
Formation de la tempête Klaus sur le golfe de Gascogne.

L'émergence d'un centre de basses pressions susceptible de se transformer en tempête potentiellement dangereuse conduit les services de la météorologie nationale espagnole à émettre un bulletin d'alerte dès le 22 janvier. Dans le courant de la journée, plusieurs communautés autonomes situées au nord de la péninsule sont placées en alerte rouge en raison d'un risque de vents violents. De fait, les ingénieurs prévisionnistes de l'agencia estatal de meteorología prévoient des vents pouvant atteindre 150 km/h en rafales sur les côtes et 90 km/h dans l'intérieur des terres. Afin de prévenir tout danger, le gouvernement autonome galicien prend alors la décision de suspendre les cours dans les établissements scolaires situés dans les provinces de Lugo et de La Corogne, une mesure concernant 190 000 élèves.
Devant la menace d'une tempête d'une puissance potentiellement comparable aux tempêtes de 1999, les services de Météo-France placent à leur tour cinq départements français en alerte rouge : Pyrénées-Atlantiques, Landes, Haute-Garonne, Hautes-Pyrénées et Gers. Dans le courant de la journée du 23 janvier, les premières rafales touchent le littoral galicien et le littoral cantabrique, avant de s'étendre progressivement vers l'Est. En soirée, des bourrasques de 198 km/h sont relevées au cap Estaca de Bares, en Galice, mais également dans l'intérieur des terres, ou des valeurs similaires sont relevées à Cerezo de Arriba, en Castille-et-León.
Au Portugal, près de 600 automobilistes doivent être secourus par la protection civile. 21 routes sont rendues impraticables par les intempéries dans les régions de Viseu, Braga et Vila Real.
À Saint-Sébastien, on observe des vagues de 13,5 mètres, tandis que le réseau de transports urbains de Bilbao est endommagé après des chutes d'arbres sur des caténaires. Les services de la météorologie espagnole notent une baisse de la pression atmosphérique de huit hectopascals en à peine quatre heures : à l'approche des côtes basques, aux premières heures de la matinée du 24 janvier, elle n'est plus que de 983 hectopascals.

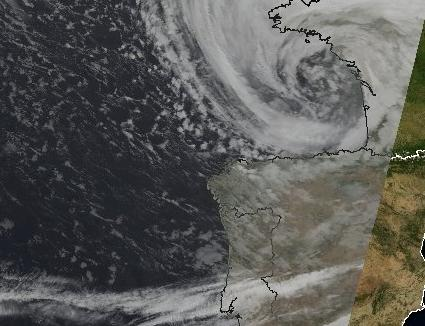
Image satellite infrarouge prise à 03:28 (CET) le 24 janvier 2009- au-dessus du golfe de Gascogne.

La tempête frappe les côtes aquitaines dans la nuit du 23 au 24 janvier, suivant une trajectoire légèrement plus au nord que les modèles ne le prévoyaient. Des rafales de 136 km/h sont enregistrées à Biarritz, 141 km/h à Mont-de-Marsan, 172 km/h à Biscarrosse. La Gironde, initialement placée en vigilance orange, est frappée par des rafales de 150 km/h à 172 km/h sur le littoral, tandis que Bordeaux est balayée par des vents d'une grande violence : on relève ainsi 161 km/h au niveau de l'aéroport de Bordeaux-Mérignac, un record absolu dans la capitale girondine. De ce fait, Météo-France réagit dans la nuit en plaçant à son tour la Gironde et le Lot-et-Garonne en alerte rouge. Aux premières heures du 24 janvier, l'aéroport de Bordeaux-Mérignac est fermé par la préfecture de Gironde, tandis que le trafic ferroviaire est interrompu et que les transports en commun (TBC) de la métropole girondine sont suspendus.
Peu après, le directeur de la section aquitaine de Électricité réseau distribution France, Michel Varnier, indique que 500 000 clients sont privés d'électricité en Aquitaine, dont 200 000 en Gironde et 220 000 dans les Landes. Parallèlement, au plus fort de la tempête, vers 6 heures du matin, 85 000 clients sont privés de courant dans le sud des départements de la Charente-Maritime et de la Charente. À 8 heures, des rafales de 135 km/h à Bordeaux, de 137 km/h à Cazaux et de 165 km/h à Biscarrosse sont encore relevées. Le pont d'Aquitaine, principale voie d'accès à la ville de Bordeaux, est fermé dans les deux sens de circulation. Dans le même temps, la tempête atteint le Gers où 27 000 foyers sont privés d'électricité.

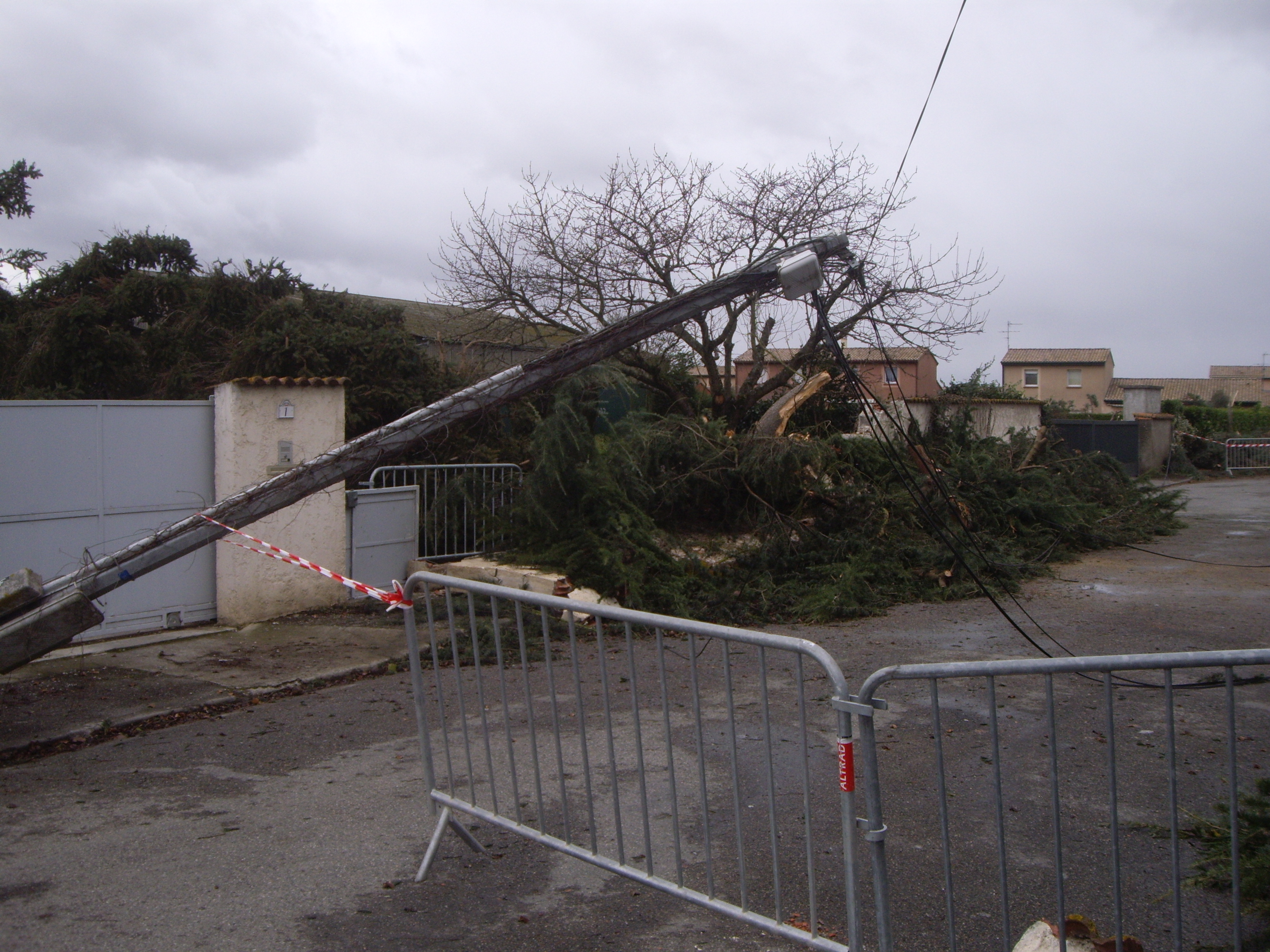
Dégâts dans le Sud-Ouest de la France.

À 8 h 30, Météo-France étend l'alerte rouge aux départements de l'Aude et des Pyrénées-Orientales, tandis que la tempête bat son plein dans la région Midi-Pyrénées. Les dégâts sur les lignes électriques laissent 30 000 clients dans l'obscurité. En Gironde, l'intensité des vents conduit EDF à déclencher de manière préventive le plan d'urgence interne à la centrale nucléaire du Blayais, au nord de Bordeaux, précisant toutefois que « les quatre réacteurs fonctionnent normalement ».
À 10 heures, l'aéroport de Toulouse-Blagnac est lui aussi fermé au trafic aérien du fait de rafales de près de 118 km/h balayant la « ville rose ». 400 sapeurs-pompiers, 300 gendarmes, 40 agents SNCF et 100 employés municipaux interviennent dans l'agglomération. Des chutes d'arbres sont rapportées en divers points de la ville et sur le périphérique. Dans la matinée, le préfet des Landes déclare le plan Orsec pour son département. En milieu de journée, des pointes à 159 km/h sont relevées à Narbonne, 184 km/h à Perpignan et jusqu'à 216 km/h au port d'Envalira, en Andorre. À 18 h 40, près de 9280 foyers sont privés d'électricité dans l'Hérault, où des rafales de vent atteignent les 131 km/h à Murviel-lès-Béziers. Sur la côte orientale espagnole, près de 200 000 clients sont privés d'électricité dans la Généralité de Catalogne. Les rafales atteignent les 200 km/h à Portbou. Le trafic ferroviaire est interrompu sur les principales lignes régionales. Plus au sud, à L'Alcora, en Communauté valencienne, la chute d'une ligne à haute tension provoque des feux de forêt. Attisées par les vents violents, les flammes dévorent près de 1 000 hectares de zones boisées.
Poursuivant sa trajectoire vers la Corse et le sud de l'Italie, la tempête et les précipitations diluviennes qui l'accompagnent causent la mort de plusieurs personnes dans un glissement de terrain en Calabre le dimanche 25 janvier.

## L'après-tempête

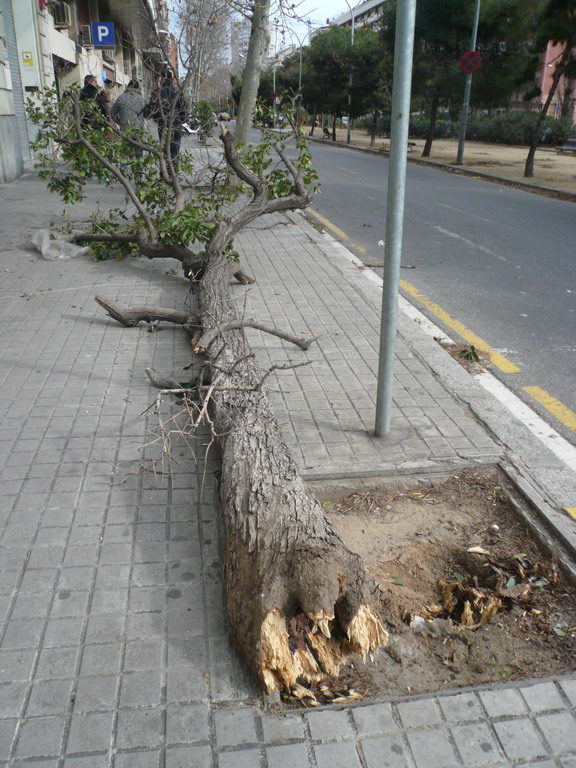
Catalogne : un arbre cassé à sa base par la tempête.

L'alerte rouge est levée dans le dernier département concerné par cette mesure, les Pyrénées-Orientales, dans la soirée du samedi 24 janvier. Une partie des départements sinistrés passe en vigilance orange. Dans le même temps, un bilan fourni par les services de Électricité réseau distribution France évalue à 625 000 le nombre de clients privés d'électricité en Aquitaine, 348 000 en Midi-Pyrénées, 294 000 en Languedoc-Roussillon, 20 000 en Poitou-Charentes et 500 en Auvergne.
Au lendemain de la tempête, le président français Nicolas Sarkozy effectue une visite dans les zones sinistrées. Accompagné des ministres Jean-Louis Borloo, Michel Barnier, Dominique Bussereau et Michèle Alliot-Marie, il est reçu par le maire du Pian-Médoc, au nord de Bordeaux. À l'issue d'une réunion de crise à la préfecture de la région Aquitaine, il annonce l'intervention de l'armée de terre pour aider aux opérations de secours, ainsi que la mobilisation du « fonds de solidarité des communes victimes de catastrophes naturelles ». En visite à Morcenx, dans les Landes, afin évaluer les dégâts sur les infrastructures ferroviaires, le président de la SNCF Guillaume Pepy parle « d'images de guerre ». Dans la soirée du 25 janvier, six départements sont de nouveau placés en alerte orange en raison de risques de crues : Gironde, Charente-Maritime, Charente, Dordogne, Landes et Gers.
Le 26 janvier, la Commission européenne annonce son intention d'activer le fonds de solidarité de l'Union européenne. Le secours populaire, le secours catholique et la Croix-Rouge lancent un appel aux dons en faveur des sinistrés. Les médias se mobilisent et une édition spéciale consacrée à la tempête est diffusée sur l'antenne locale de France 3 Sud en fin d'après-midi, tandis qu'une soirée spéciale baptisée « Solidarité tempête » est diffusée à 20 h 35 sur le réseau local de France 3 Aquitaine. Celle-ci est relayée en direct sur les différentes antennes de France Bleu en Aquitaine. Le 27 janvier, le président de l'assemblée nationale française Bernard Accoyer rend hommage aux victimes de la tempête Klaus.
Le 29 janvier, l'état de catastrophe naturelle signé la veille est publié au journal officiel. Neuf départements français sont concernés par cette mesure : la Gironde, les Landes, les Pyrénées-Atlantiques, la Haute-Garonne, le Gers, le Lot-et-Garonne, les Hautes-Pyrénées, l'Aude et les Pyrénées-Orientales. Le décret implique des déclarations communales simplifiées pour 21 autres départements fortement touchés par la tempête.

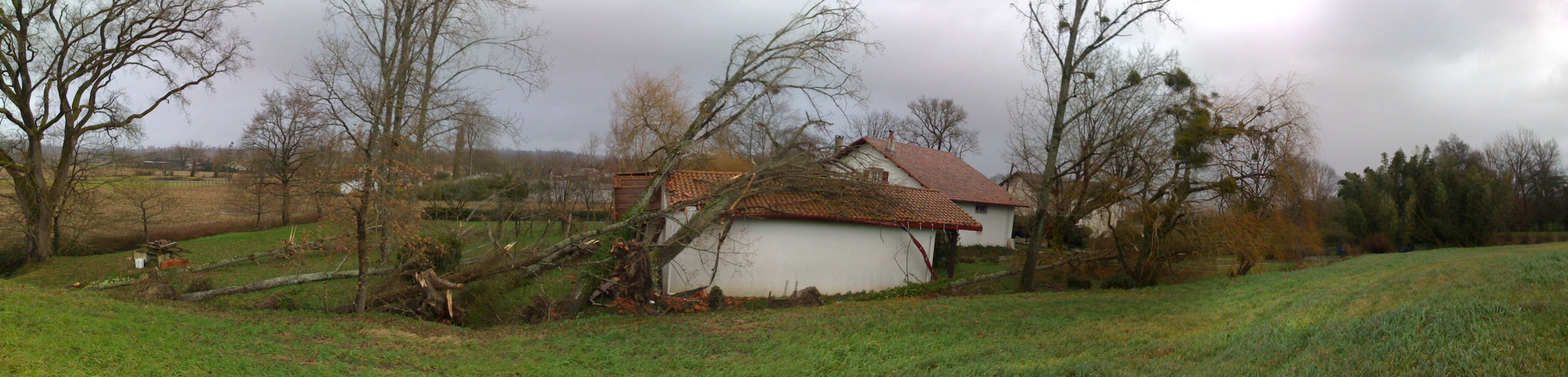
Arbres arrachés par la tempête dans le département français des Landes.

## Cartes de vigilance

### En France: Météo-France
À l'occasion de cette tempête, Météo-France diffuse dès le 23 janvier 2009 une carte de vigilance météorologique avec des niveaux d'alerte rouge pour 5 départements du Sud-Ouest. Elle sera mise à jour plusieurs fois dans la journée du 24 janvier 2009.
Au plus fort de la tempête, le niveau d'alerte 4 (rouge) est déclenché dans 9 départements (carte de vigilance diffusée le 24 janvier à 8 h 10 (CET)) : la Gironde, le Lot-et-Garonne, les Landes, le Gers, les Pyrénées-Atlantiques, la Haute-Garonne, les Hautes-Pyrénées, l'Aude et les Pyrénées-Orientales. Les départements de l'Ariège et de Tarn-et-Garonne sont également concernés même s'ils restent en position de vigilance orange.
Depuis la mise en place de la « Vigilance météorologique » en France en octobre 2001, c'est la première fois que le niveau rouge est utilisé pour cause de « vents violents ».

### En Espagne: Agencia Estatal de Meteorología

Carte de vigilance de l'AEMET pour le 24 janvier 2009.

En Espagne, l'Agence d'état de la météorologie (AEMET) diffuse également une carte de vigilance pour la journée du 24 janvier en déclenchant l'alerte rouge dans 7 provinces : La Corogne, Lugo, Asturies, Cantabrie, Biscaye, Guipuscoa et Alava.
La majorité des autres provinces sont quant à elles en alerte orange.

## Victimes
Le plus souvent, les morts surviennent après la tempête et non pas pendant, en raison de chutes d'arbres, de chutes depuis le toit des maisons, etc. Ces victimes sont comptabilisées dans les chiffres des morts liés à la tempête.
Le nombre de victimes tuées directement ou indirectement par la tempête est de 31 personnes en Europe, dont 12 en France, 15 en Espagne, 4 en Italie, auxquelles s'ajoutent de nombreux blessés.
| Nationalité | Morts |
| ----------- | ----- |
| Espagne     | 15    |
| France      | 12    |
| Italie      | 4     |

En France
- dans le département des Landes, un automobiliste est tué le 24 janvier 2009 par la chute d'un arbre sur sa voiture à Tarnos, deux autres personnes sont tuées par des chutes d'objets pendant la tempête. Le 26 janvier, la préfecture des Landes annonce le décès d'une personne âgée à l'hôpital de Mont-de-Marsan après avoir été retrouvée en état d'hypothermie dans son jardin à Sarbazan.
- en Gironde, deux personnes sous assistance respiratoire sont décédées en raison d'une coupure d'électricité.
- en Dordogne, deux personnes âgées sont retrouvées mortes le 25 janvier, asphyxiées par un groupe électrogène à Nanteuil-Auriac-de-Bourzac[33].
- dans les Pyrénées-Orientales, deux plaisanciers sont retrouvés morts dimanche 25 janvier intoxiqués par des émanations de monoxyde de carbone d'un groupe électrogène installé à bord de leur voilier à Port-Barcarès[34].
- dans les Pyrénées-Atlantiques, une personne est morte après être tombée d'un toit.
- dans le Gers, un retraité de 62 ans est mort le 30 janvier après une chute de six mètres depuis un toit, portant à 12 le nombre de morts liés à la tempête Klaus[35].

En Espagne
- Un agent de la garde civile est tué par la chute d'un arbre à Burela, en Galice, le samedi 24 janvier. Quelques heures plus tard, la violence des rafales provoque l'effondrement d'un complexe sportif à Sant Boi de Llobregat, en Catalogne, causant la mort de quatre enfants[36].
- À La Palma de Cervelló, dans la province de Barcelone, un employé municipal est tué par la chute d'un arbre le 24 janvier[37].
- À Barcelone, une femme de 52 ans trouve la mort après qu'un mur s'est effondré sur le trottoir qu'elle empruntait pour rejoindre son domicile[38].
- Un homme de 51 ans est mort à Alicante, tué par la chute d'un mur[39]
- Un marin portugais est décédé à La Corogne[39]
- Une autre personne est décédée à Valence[39]
- Un homme de 80 ans meurt à Lugo[39]
- Un homme meurt à Abrera, tué par la chute d'un arbre de son jardin[39]

En Italie
- Le 25 janvier, une femme âgée de 37 ans meurt de noyade après avoir été happée par les vagues sur une plage de la côte amalfitaine[40].
- Quelques heures plus tard, trois personnes sont victimes d'un glissement de terrain survenu sur l'autoroute reliant Reggio de Calabre à Salerne, dans la partie méridionale de la péninsule[41].

## Dommages matériels

### En France
Réseau électrique
Plus de 1,7 million de foyers sont privés d'électricité dans un large quart sud-ouest (Aquitaine, Midi-Pyrénées, Poitou-Charentes, Limousin et Auvergne) le samedi 24 janvier 2009. Au soir du 5 février, seuls quelques dizaines de foyers restent sans alimentation électrique.
| Région               | 24 janvier 2009 à 16 h 30 | 25 janvier 2009 à 18 h 00 | 26 janvier 2009 à 12 h 00 | 27 janvier 2009 |
| -------------------- | ------------------------- | ------------------------- | ------------------------- | --------------- |
| Aquitaine            | 821 000                   | 553 000                   | 337 000                   | 212 700         |
| Languedoc-Roussillon | 362 000                   | inconnu                   | 63 000                    | 37 500          |
| Midi-Pyrénées        | 477 000                   | inconnu                   | 118 000                   | 55 800          |
| Poitou-Charentes     | 85 000                    | 20 000                    | 1 500                     | inconnu         |

Réseau téléphonique
Plusieurs centaines de milliers d'abonnés ont vu leur ligne téléphonique coupée le 24 janvier durant la tempête. France Télécom a dû mobiliser quelque 3 000 techniciens afin d'intervenir sur son réseau.
Grâce à des sites fonctionnant sur batteries, l'impact des coupures est moindre dans la journée du 24 janvier pour s'aggraver dès le lendemain avec l'épuisement des batteries. Ainsi, on a vu le nombre d'abonnés privés de téléphone s'accroître dans la journée du 25 janvier.
Dans les Hautes-Corbières (Aude), le téléphone fixe a été coupé dès le samedi 24 à 9 heures, et rétabli seulement que le mardi 27 à 17 h 15.
| Région               | 24 janvier 2009 | 25 janvier 2009 | 26 janvier 2009 | 27 janvier 2009 |
| -------------------- | --------------- | --------------- | --------------- | --------------- |
| Aquitaine            | 20 000          | 150 000         | 100 000         | 60 000          |
| Languedoc-Roussillon | inconnu         | 100 000         | 40 000          | 10 000          |
| Midi-Pyrénées        | 20 000          | 100 000         | 60 000          | 30 000          |

Dégâts forestiers

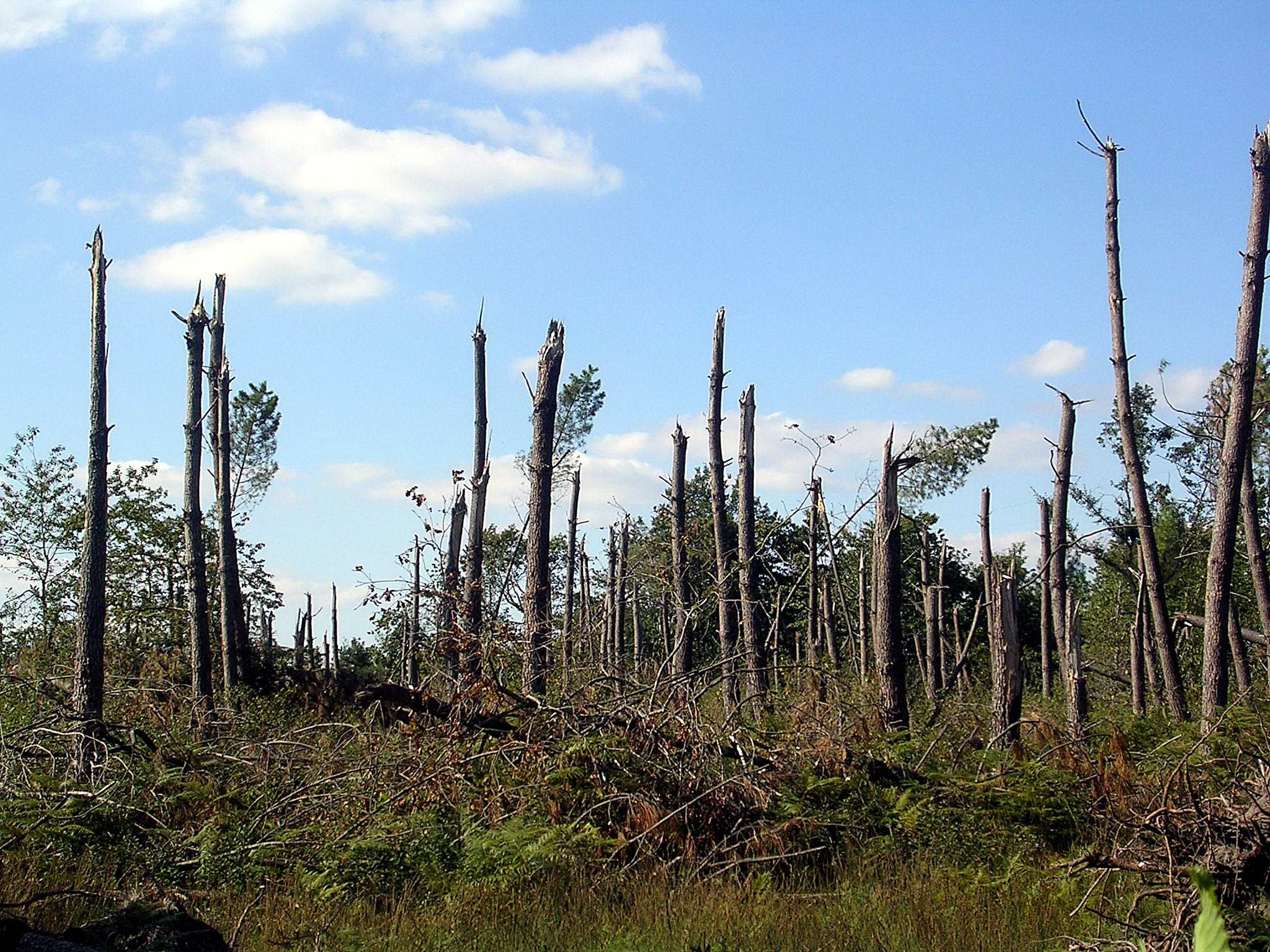
Dégâts sur la forêt des Landes : pins déracinés (chablis) ou cassés (volis).

Tout juste remise de la tempête de 1999, la forêt des Landes voit à nouveau ses pins maritimes déracinés, voire sectionnés. Ainsi, selon les premières estimations, c'est 60 % de la forêt des Landes qui est détruite et environ 1 000 000 m3 de bois abattu.
L'Inventaire forestier national, établissement public à caractère administratif chargé de l'inventaire permanent des ressources forestières, est chargé de la coordination de l'évaluation des dégâts. 45 millions de m3 de bois abattus contre 32 en 1999. Pour le seul massif des landes de Gascogne, 39 millions de m3 de bois ont été dévastés. Klaus a ainsi abattu quatre fois la récolte annuelle.

### En Espagne
En Catalogne, les régions du Baix Llobregat, de Tarragone et du Vallès Occidental sont particulièrement touchées. Des centaines d'arbres sont arrachés par les violentes rafales, entravant les voies de communication et endommageant plusieurs habitations ou infrastructures publiques. De même, on relève des dégâts significatifs sur le mobilier urbain : cabines téléphoniques ou panneaux de signalisation routière notamment. Au plus fort de la tempête, près de 200 000 clients sont privés d'électricité dans l'ensemble de la généralité.

Le 27 janvier, quatre jours après le début des intempéries, quelque 3 500 clients restent plongés dans l'obscurité dans l'ensemble de la Catalogne.
En Galice, au plus fort de la tempête, 500 000 clients connaissent des coupures d'électricité. Emilio Pérez Touriño, président du gouvernement autonome, indique le 25 janvier que près de 100 000 foyers restent dépourvus d'alimentation électrique. La province de Lugo apparaît comme l'une des plus touchées.
Dans la communauté autonome du Pays basque, 25 000 clients connaissent un sort identique à la même date.

## Rafales enregistrées
| Pays    | Localité                                                      | Vitesse  | Commentaires                                          |
| ------- | ------------------------------------------------------------- | -------- | ----------------------------------------------------- |
| Andorre | Port d'Envalira                                               | 216 km/h | à 2 400 mètres d'altitude                             |
| Espagne | Cerezo de Arriba                                              | 198 km/h |                                                       |
| France  | Formiguères (Pyrénées-Orientales)                             | 193 km/h | à 1 500 mètres d'altitude                             |
| France  | Cap Béar (Pyrénées-Orientales)                                | 191 km/h |                                                       |
| France  | Mont Aigoual (Gard)                                           | 185 km/h | à 1 562 mètres d'altitude                             |
| France  | Perpignan (Pyrénées-Orientales)                               | 184 km/h | Record (ancien record le 27 décembre 1999 : 140 km/h) |
| France  | Saint-Paul-de-Fenouillet (Pyrénées-Orientales)                | 177 km/h | Record                                                |
| France  | Biscarrosse (Landes)                                          | 172 km/h | Record (ancien record le 27 décembre 1999 : 166 km/h) |
| France  | Cap Ferret (Gironde)                                          | 172 km/h |                                                       |
| France  | Aéroport de Bordeaux-Mérignac (Gironde)                       | 161 km/h | Record (ancien record le 15 juillet 2003 : 158 km/h)  |
| France  | Caunes-Minervois (Aude)                                       | 161 km/h |                                                       |
| France  | Vic-en-Bigorre (Hautes-Pyrénées)                              | 160 km/h |                                                       |
| France  | Narbonne (Aude)                                               | 159 km/h | Record                                                |
| France  | Lézignan-Corbières (Aude)                                     | 153 km/h |                                                       |
| France  | Pointe de Socoa à Ciboure (Pyrénées-Atlantiques)              | 152 km/h | Record                                                |
| France  | Leucate (Aude)                                                | 152 km/h |                                                       |
| France  | Murat-sur-Vèbre (Tarn), Saint-Félix-Lauragais (Haute-Garonne) | 150 km/h |                                                       |
| France  | Granès (Aude), Lahas (Gers)                                   | 146 km/h |                                                       |
| France  | Mouthoumet (Aude)                                             | 142 km/h |                                                       |
| France  | Cazaux (Gironde)                                              | 141 km/h |                                                       |
| France  | Mont-de-Marsan (Landes)                                       | 141 km/h | Record depuis 1981                                    |
| France  | Vivès (Pyrénées-Orientales)                                   | 140 km/h |                                                       |
| France  | Créon-d'Armagnac (Landes)                                     | 138 km/h |                                                       |
| France  | Dax (Landes)                                                  | 137 km/h | Record (ancien record le 27 décembre 1999 : 133 km/h) |
| France  | Savenès (Tarn-et-Garonne)                                     | 137 km/h |                                                       |
| France  | Biarritz (Pyrénées-Atlantiques)                               | 136 km/h | Record (ancien record le 7 février 1996 : 133 km/h)   |
| France  | Rion-des-Landes (Landes), Béziers (Hérault)                   | 133 km/h |                                                       |
| France  | Pau (Pyrénées-Atlantiques), Peyrusse-Vieille (Gers)           | 131 km/h |                                                       |
| France  | Saint-Girons (Ariège)                                         | 127 km/h |                                                       |
| France  | Toulouse (Haute-Garonne), Condom (Gers)                       | 126 km/h |                                                       |
| France  | Agen (Lot-et-Garonne)                                         | 122 km/h |                                                       |

## Intervention des pouvoirs publics

### En France

#### Moyens militaires
Dès le 24 janvier, une quinzaine de groupes électrogènes a été déployée pour alimenter principalement maisons de retraite, stations de pompage et centraux téléphoniques.
Un millier de militaires sont déployés, notamment dans les départements des Landes, du Gers et de Tarn-et-Garonne. Ils viennent en aide aux services d'EDF et de France Télécom afin de libérer les accès permettant de réparer les réseaux électrique et téléphonique. Ils dégagent également les routes secondaires afin de désenclaver certaines communes isolées.
L'école de l'Armée de l'air, l'EETAA 722 basée à Saintes, porte secours à des sinistrés dans le Gers.
Le 17e régiment du génie parachutiste de Montauban et le 48e régiment de transmission d'Agen interviennent vers Agen pour le rétablissement du réseau électrique. La base aérienne 118 de Mont-de-Marsan, la base aérienne 106 Bordeaux-Mérignac  le 17e groupement d'artillerie de Biscarrosse ainsi que l'école d'application de l'aviation légère de l'Armée de terre de Dax interviennent dans les Landes pour apporter également leur aide aux secours.
Le 27 janvier, le 25e régiment du génie de l'air intervient à Grenade-sur-l'Adour. Le même jour, comme en 1999, des Mirages F1 de la base aérienne 112 de Reims sont déployés au-dessus du département des Landes pour prendre des photographies géoréférencées afin d'identifier rapidement les zones sinistrées et d'organiser de manière optimale les secours et les opérations de déblaiement.

#### Moyens politiques
Michel Barnier, ministre de l'Agriculture et de la Pêche, prévoit un plan global d'actions afin de valoriser le bois abattu dans les Landes et ainsi aider la filière sylvicole. En France, l'arrêté portant reconnaissance de l'état de catastrophe naturelle paraît au journal officiel du 29 janvier 2009. Le 12 février 2009, le ministre de l'Agriculture annonce une aide d'un montant global d'un milliard d'euros réparti en prêts et en subventions. En définitive, au total 857 millions d'euros (M€) de l'État, de l'Europe et de la région Aquitaine ont été consacrés au Plan chablis Klaus en Aquitaine, dont 355 M€ à la mobilisation des bois et 502 M€ à la reconstitution de 204 000 hectares de forêt par plantation.

## Images de la tempête

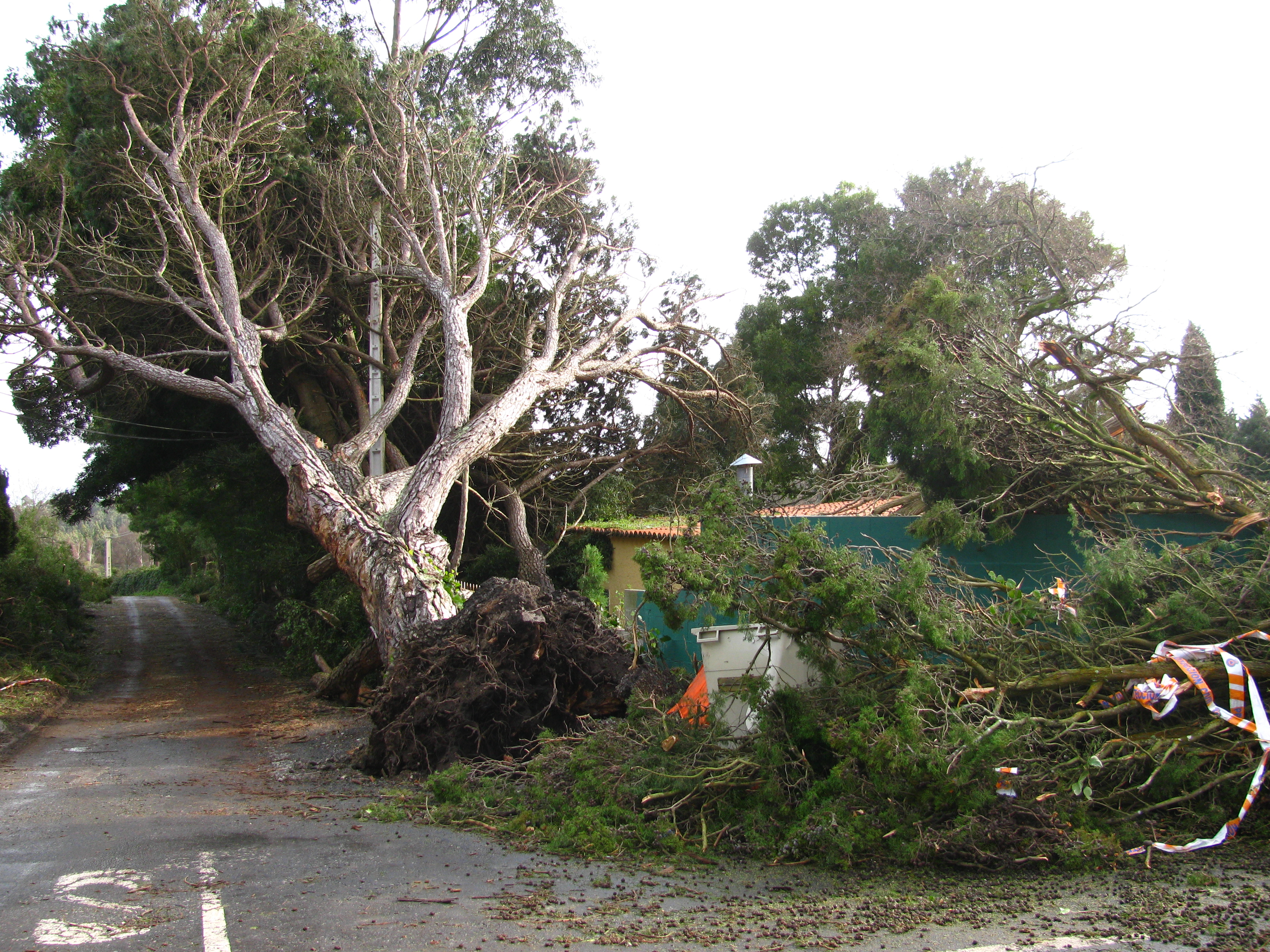
Arbres arrachés près de La Corogne.
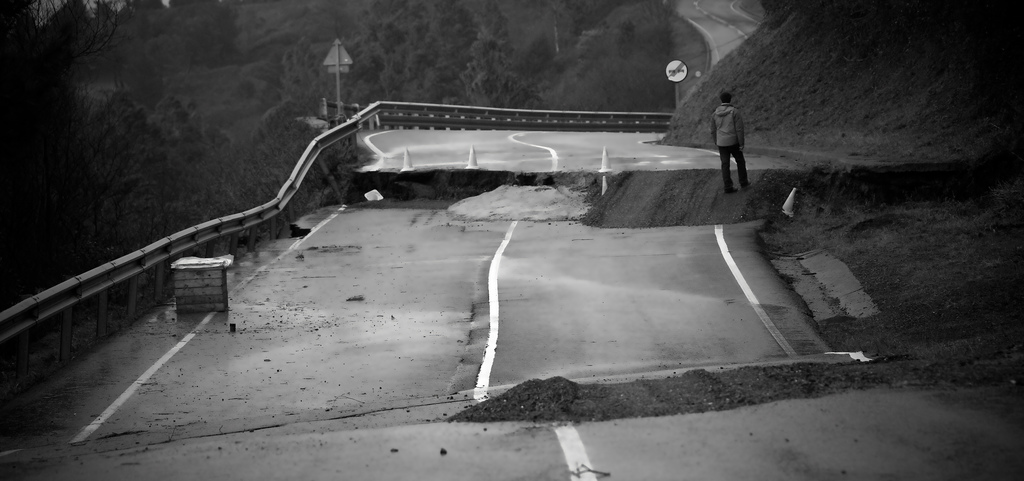
Routes endommagées au Pays basque.
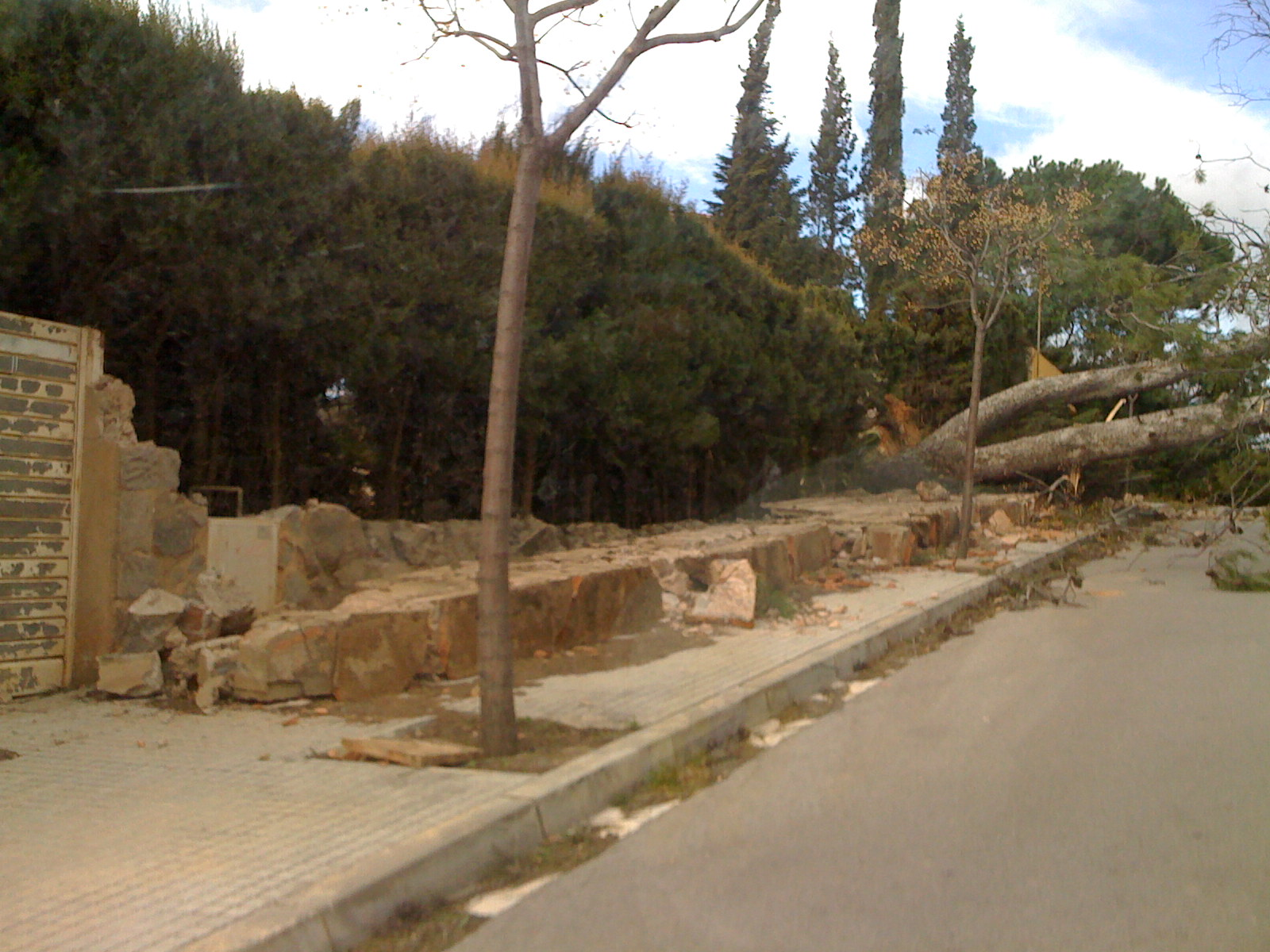
Dégâts en Catalogne.
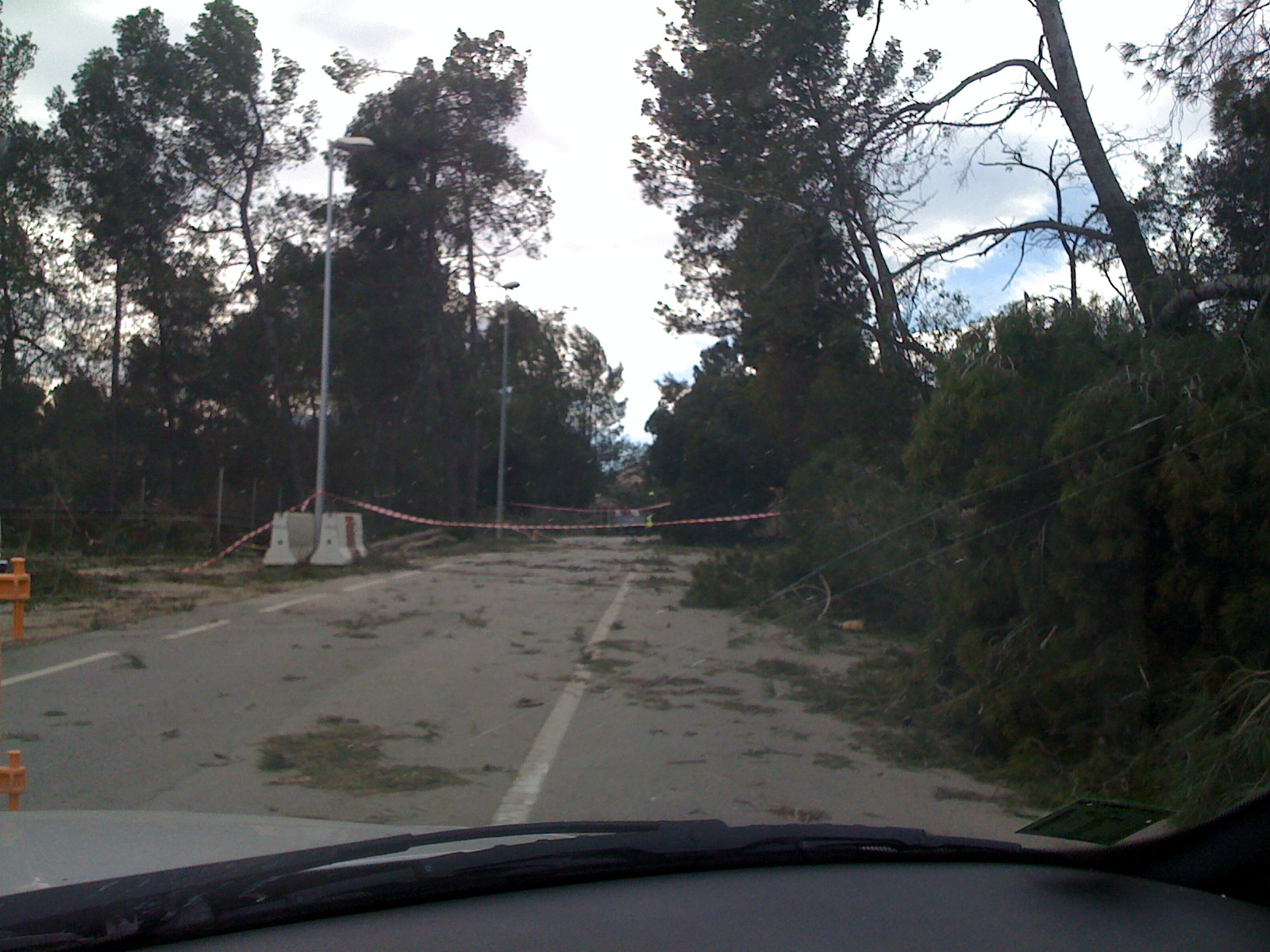
Trafic perturbé en Catalogne.
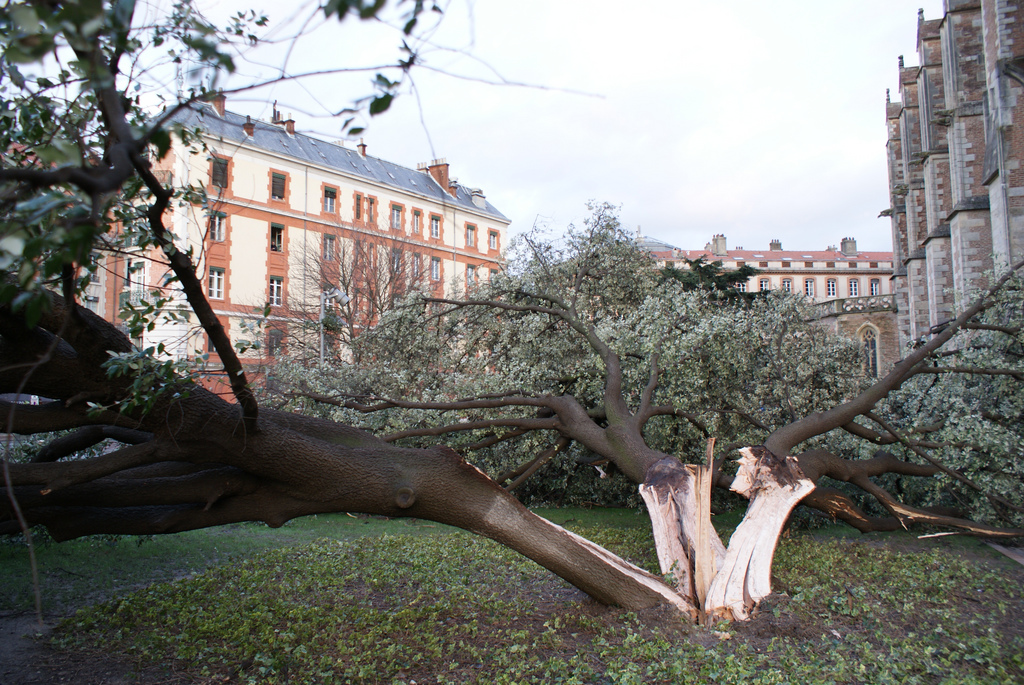
Chêne vert abattu à Toulouse.
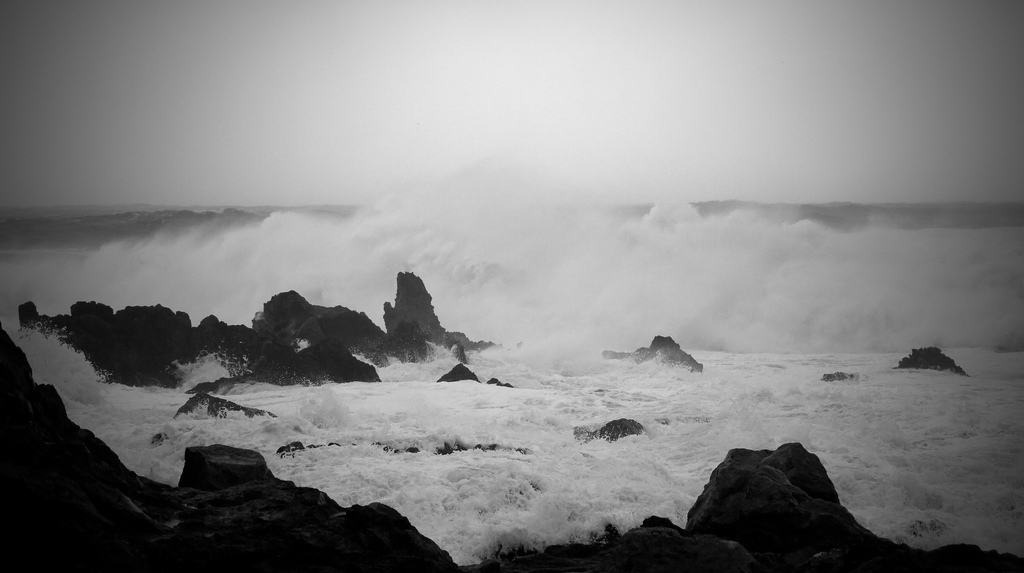
La tempête au Pays basque.
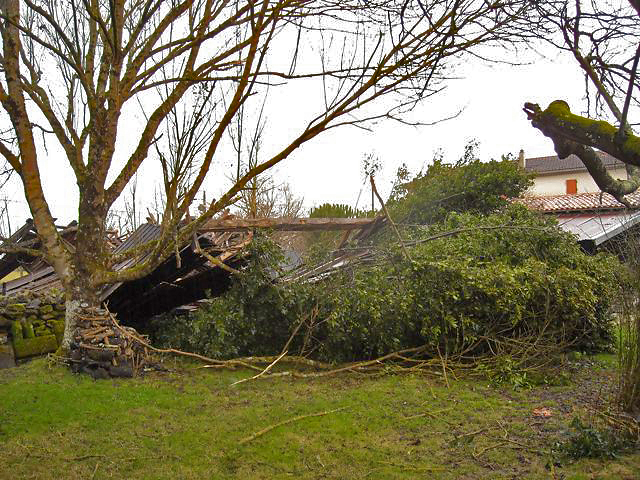
Dégâts en Gironde.
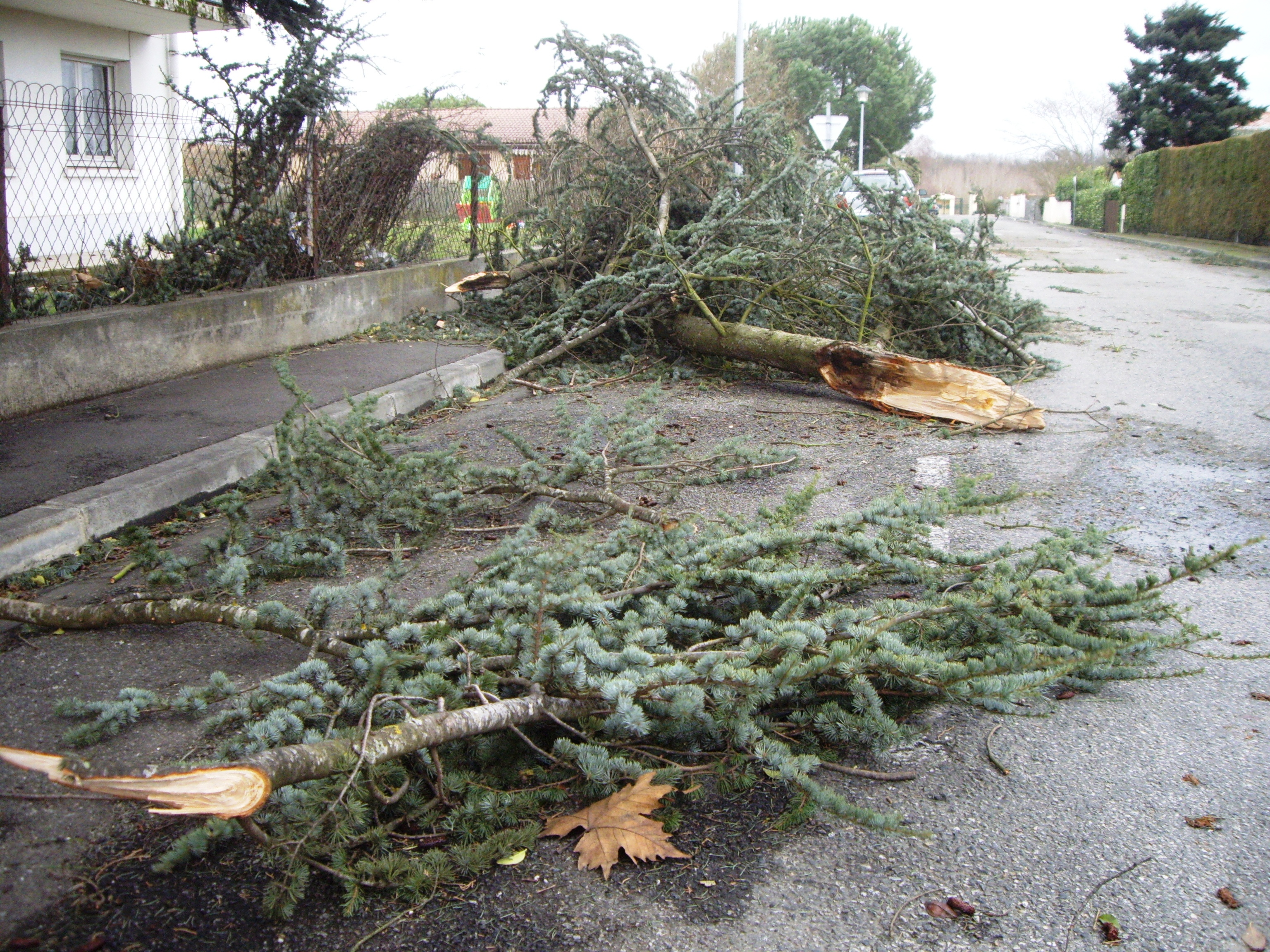
Arbres soufflés par la tempête en France.
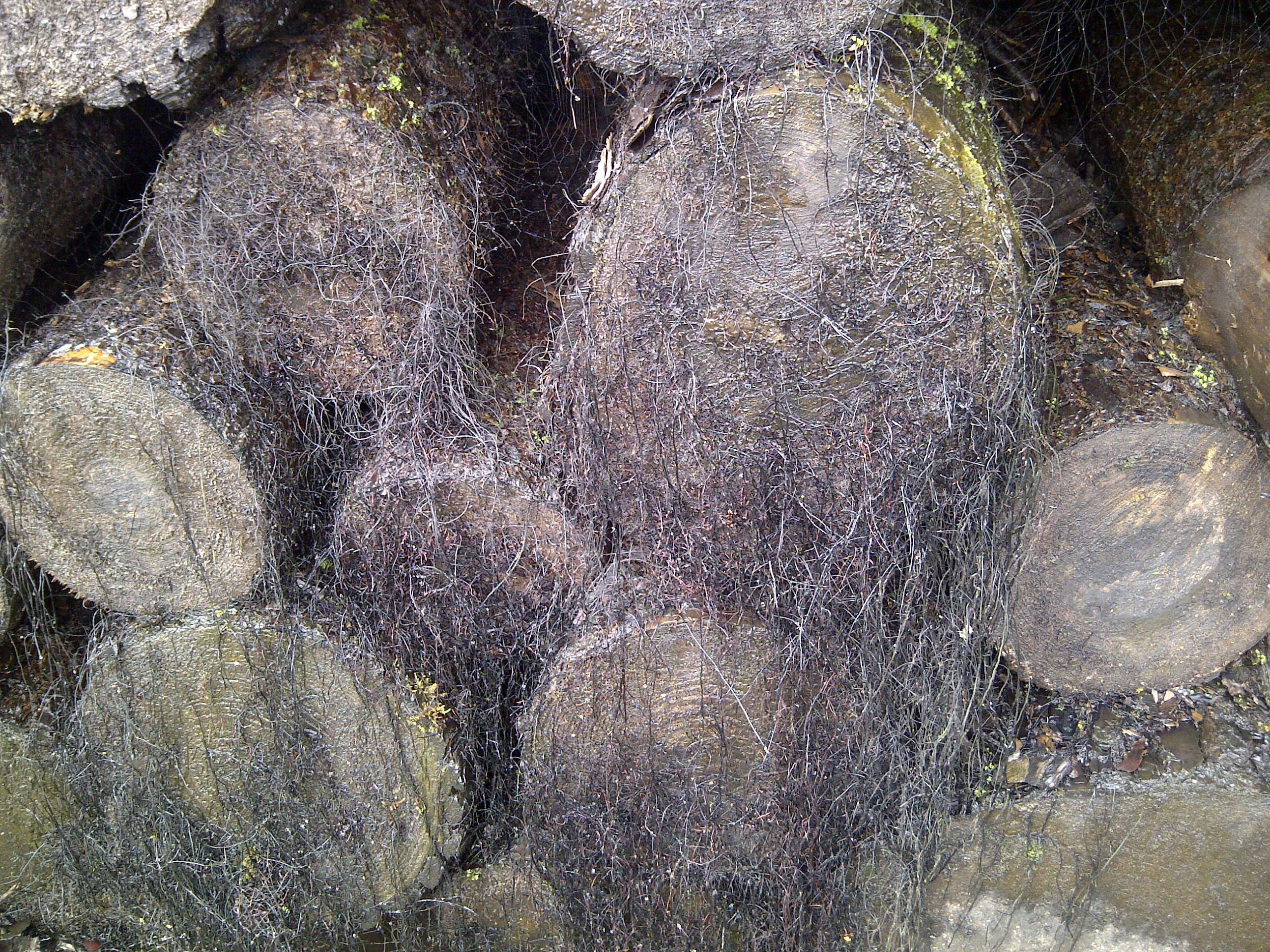
Filaments d'Armillaire développés sur des rondins de pins maritimes stockés sous aspersion.